# ماونت زیون (ایندیانا)
ماونت زیون (به انگلیسی: Mount Zion) یک منطقهٔ مسکونی در ایالات متحده آمریکا است که در Jackson Township واقع شده‌است. ماونت زیون ۲۶۳ متر بالاتر از سطح دریا واقع شده‌است.